# Émile Ripert
Émile Ripert (* 19. November 1882 in La Ciotat; † 23. April 1948 in Marseille) war ein französischer Dichter, Schriftsteller, Romanist und Provenzalist.

## Leben und Werk
Ripert wuchs in La Ciotat, Draguignan, Aix-en-Provence (1893–1898) und Paris auf, besuchte von 1901 bis 1905 in Paris die Ecole normale supérieure und schloss sein Studium mit der Agrégation ab. Nach dem Militärdienst wurde er Gymnasiallehrer in Toulon (1907–1909) und Marseille und machte eine längere Italienreise, die ihn mit Dante in Berührung brachte. 1918 habilitierte er sich mit den beiden Thèses La Renaissance provençale 1800-1860 (Paris 1918, Marseille 1978) und La versification de Frédéric Mistral (Paris 1918). Von 1920 bis 1945 hatte er an der Universität Aix-en-Provence den ersten Lehrstuhl für provenzalische Literatur und Sprache inne. In Arles, La Ciotat, Marseille und Nizza sind Straßen nach ihm benannt.

## Weitere Werke

### Schriftstellerische Tätigkeit
- La terre des lauriers. Poèmes, Paris 1912
- Quand je serai bachelière, roman, Paris 1925
- Le poème d'Assise, Paris 1926, 1938
- Le dernier vol de l'aigle. Roman corse, Paris 1927, 1937
- La Provence. Choix de textes précédés d'une étude, Paris 1929, 1936
- Le train bleu. Poèmes : Provence, Languedoc, Italie, Corse, Algérie, Etats-Unis, Paris 1929
- Mireille, mes amours..., Paris 1930
- Avec Mistral sur les routes de Provence, Marseille/Aix-en-Provence 1931
- La Côte vermeille et le Languedoc méditerranéen, Grenoble 1931
- Laure et Pétrarque. Pièce en 4 actes et en vers. Musique de scène de Reynaldo Hahn, Paris 1937

### Wissenschaft
- Ovide, poète de l'amour, des dieux et de l'exil, Paris 1911, 1921
- La littérature provençale et l'enseignement, Aix-en-Provence 1918
- Le Félibrige, Paris 1924, 1938, 1948, Marseille 2004 (=1938)
- Le provençal au baccalauréat. Enquête et conclusions, Aix-en-Provence 1925
- (Hrsg. und Übersetzer) Ovid, Les Héroïdes, Paris 1932
- (Hrsg. und Übersetzer) Ovid, Les fastes, Paris 1934
- La Librairie Roumanille, Lyon 1934
- Louis le Cardonnel. Ses derniers moments, ses obsèques. Avignon – Valence, Avignon 1937
- (Hrsg. und Übersetzer) Ovid, Les tristes, Paris 1937
- François-Marius Granet (1775-1849) peintre d'Aix et d'Assise, Paris 1937
- (Hrsg. und Übersetzer) Ovid, Les amours, Paris 1937
- Edmond Rostand. Sa vie et son œuvre, Paris 1968